# Fatana Ishaq Gailani
Fatana Ishaq Gailani (Afganistán, 1954) es una activista afgana en favor de los derechos humanos, especialmente de los derechos de la mujer.
Residente en un campo de refugiados de Pakistán desde 1978 por su oposición primero al gobierno comunista y posteriormente al Talibán, en 1993 creó el Consejo de Mujeres Afganas, por el cual ha recibido diversas amenazas de muerte del régimen Talibán que durante años ha ocupado el poder en Afganistán. Este consejo tiene como objetivo principal proporcionar medios educativos y sanitarios a niños y mujeres afganos en campos de refugiados, informando a las mujeres sobre sus derechos en el marco de las tradiciones culturales y religiosas de su país.
El 1998 fue galardonada con el Premio Príncipe de Asturias de Cooperación Internacional, junto con Fatiha Boudiaf, Rigoberta Menchú, Somaly Mam, Emma Bonino, Graça Machel y Olayinka Koso-Thomas por su trabajo, por la defensa y dignificación de la mujer.